# Абдун, Джамаль
Джама́ль Абду́н (араб. جمال عبدون‎, фр. Djamel Abdoun; род. 14 февраля 1986, Монтрёй) — алжирский и французский футболист, полузащитник. Выступал за сборную Алжира. Обычно играл на позиции центрального или крайнего атакующего полузащитника.

## Клубная карьера
Профессиональную карьеру Абдун начал в клубе «Аяччо», числясь игроком которого на протяжении четырёх сезонов, большую часть времени провёл в аренде, сначала в английском «Манчестер Сити», а затем во французском «Седане». В 2008 году Абдун перешёл в «Нант», где являлся игроком основного состава. С 2010 года он выступает в чемпионате Греции, один сезон провёл в составе клуба «Кавала», а затем в статусе свободного агента перешёл в «Олимпиакос».

## Карьера в сборной
Абдун родился во Франции, но имеет алжирские корни, поэтому мог представлять на международном уровне как сборную Франции, так и сборную Алжира. Первоначально Абдун выступал за юношеские сборные Франции, но всё же принял решение выступать за Алжир, 18 января 2010 года Абдун дебютировал в составе национальной сборной Алжира в матче против сборной Анголы. Участвовал в составе сборной Алжира в чемпионате мира 2010.

## Статистика

### Матчи за сборную
| №  | Дата            | Оппонент    | Счёт        | Голы | Соревнование              |
| -- | --------------- | ----------- | ----------- | ---- | ------------------------- |
| 1  | 18 января 2010  | Ангола      | 0:0         | —    | Финальные матчи КАН-2010  |
| 2  | 24 января 2010  | Кот-д’Ивуар | 3:2 (д. в.) | —    | Финальные матчи КАН-2010  |
| 3  | 28 января 2010  | Египет      | 0:4         | —    | Финальные матчи КАН-2010  |
| 4  | 30 января 2010  | Нигерия     | 0:1         | —    | Финальные матчи КАН-2010  |
| 5  | 3 марта 2010    | Сербия      | 0:3         | —    | Товарищеский матч         |
| 6  | 28 мая 2010     | Ирландия    | 0:3         | —    | Товарищеский матч         |
| 7  | 5 июня 2010     | ОАЭ         | 1:0         | —    | Товарищеский матч         |
| 8  | 18 июня 2010    | Англия      | 0:0         | —    | Финальные матчи ЧМ-2010   |
| 9  | 11 августа 2010 | Габон       | 1:2         | —    | Товарищеский матч         |
| 10 | 3 сентября 2010 | Танзания    | 1:1         | —    | Отборочные матчи КАН-2012 |
| 11 | 10 октября 2010 | ЦАР         | 0:2         | —    | Отборочные матчи КАН-2012 |

Итого: сыграно матчей: 11 / забито голов: 0; победы: 2, ничьи: 3, поражения: 6.

## Достижения
- Чемпион Греции: 2011/12, 2012/13
- Обладатель Кубка Греции: 2012, 2013